# V Velorum
V Velorum (V Vel) es una estrella variable en la constelación del Vela, la vela del Argo Navis.
Se encuentra a 990 pársecs (3230 años luz) del sistema solar.
V Velorum es una variable cefeida cuyo brillo oscila entre magnitud aparente +7,19 y +7,95 a lo largo de un período de 4,371 días.
De tipo espectral F8II, su temperatura efectiva es de 6110 K, una de las más elevadas —junto a RT Aurigae— dentro del grupo de las cefeidas.
Tiene un radio 32,8 veces más grande que el radio solar y la diferencia entre el radio máximo y el radio mínimo —que varía con las pulsaciones de la estrella— es de 4,2 radios solares.
Posee una masa 3,1 veces mayor que la del Sol y pierde masa estelar a un ritmo aproximado de 1,3 × 10-8 masas solares por año.
V Velorum presenta un contenido metálico inferior al solar, siendo su índice de metalicidad [Fe/H] = -0,23.
Todos los elementos evaluados muestran niveles más bajos que en el Sol, estando especialmente empobrecida en carbono ([C/H] = -0,42) y oxígeno, siendo una de las cefeidas más pobres en estos elementos.
Por otra parte, V Velorum parece tener una compañera estelar.